# Iglesia de San Miguel de los Navarros (Zaragoza)
La iglesia de San Miguel de los Navarros de Zaragoza es un templo católico de estilo mudéjar. Consta de una sola nave, tres tramos, un ábside y su famosa torre. A pesar de que ha sido reformada, su aspecto no ha cambiado mucho.
Cuenta además con un túnel repleto de celdas que parte de la iglesia en dirección a las tenerías, y que llega hasta el Ebro.El túnel se remonta a un convento anterior a la iglesia, y parte de una pequeña puerta en el sótano de la iglesia. Entre los cofrades se le conoce como "la cripta".

## Descripción

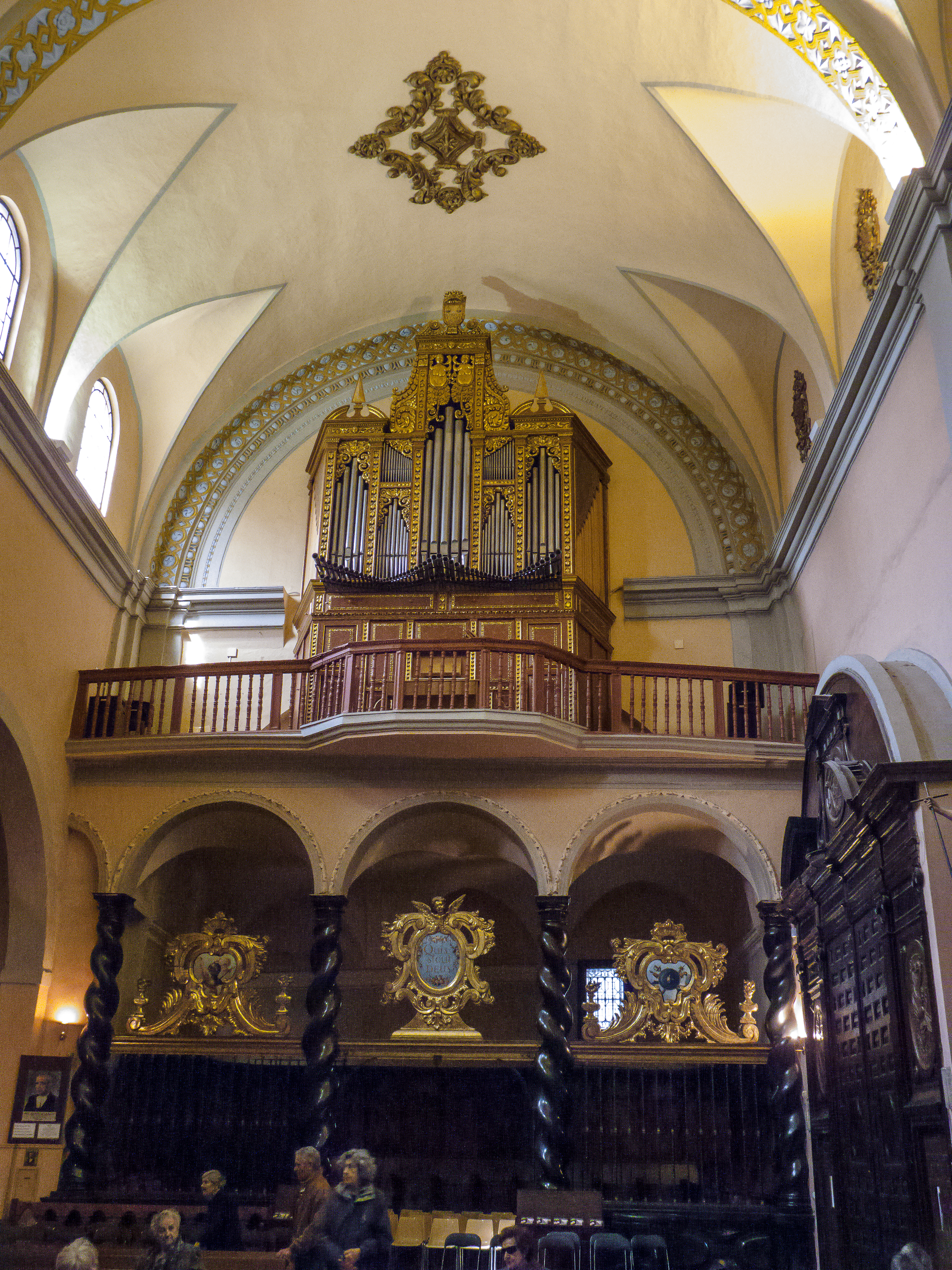
Interior de la iglesia

La torre de San Miguel está rematada por un chapitel del siglo XVIII, similar al de la torre de la Seo.
El frontispicio, de estilo barroco, posee una elegancia sobria dotada por el ladrillo con el que se construyó. El coro es otra muestra del arte barroco en esta iglesia.
Damián Forment, reconocido escultor renacentista, esculpió el finísimo retablo mayor de la iglesia, hecha en madera policromada. Destaca una pintura al temple sobre los laterales labrados con lacerías mudéjares.
En la portada se encuentra una escultura del santo titular de esta iglesia, San Miguel Arcángel, realizada por Antonio Palao, venciendo al demonio. De estilo barroco, la aloja una hornacina en el remate de la portada.
En esta iglesia fue emblemática la llamada Campana de los Perdidos, cuya tradición se mantiene en la actualidad.